# مصطفى حليم أوزيازجي
مُصطفى حليم أوزيازجي (بالتركية: Mustafa Halim Özyazıcı)‏ أو مُصطفى عبد الحليم أوزيازجي (بالتركية: Mustafa Abdülhalim Özyazıcı)‏ أو خطَّاط مُصطفى حليم أوزيازجي (بالتركية: Hattat Mustafa Halim Özyazıcı)‏ (1898- 1964 م) هو خطَّاط عُثماني ثُمَّ تُركي. كان أحد أواخر الخطَّاطين العُثمانيين قبل سُقُوط الدولة وقيام الجُمهُوريَّة التُركيَّة على أنقاضها، وزوال فن التخطيط بعد اعتماد مُصطفى كمال أتاتورك الأبجديَّة التُركيَّة لاتينيَّة الحرف والاستغناء عن الأبجديَّة العُثمانيَّة العربيَّة.

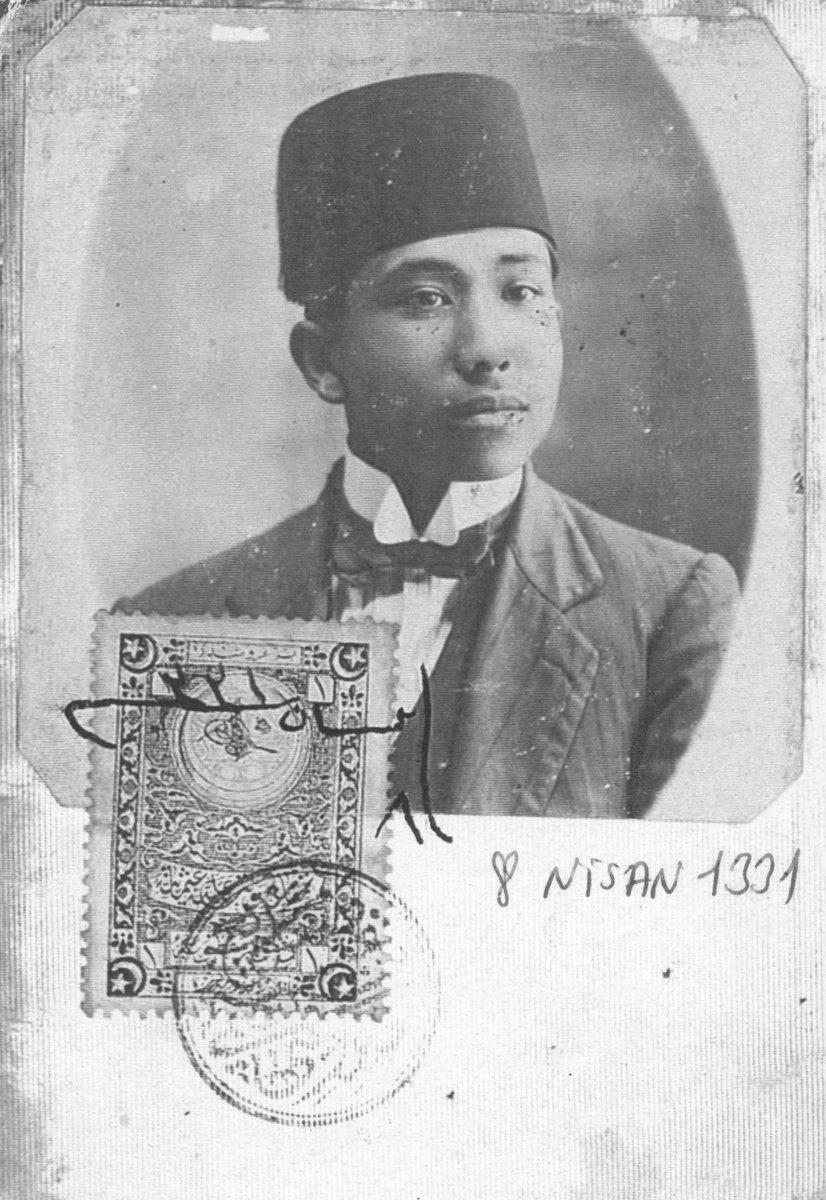
مصطفى حليم أوزيازجي وعمره نحو 20 سنة

اشتهر مُصطفى حليم بِإتقانه رسم عدَّة أشكال من الخُطُوط العربيَّة، على أنَّ أبرز ما برع به كان خط الثُلث، حتَّى عُدَّ من كبار أساتذته في عصره. ترك مُصطفى حليم وراءه العديد من الأعمال الفنيَّة الجميلة، منها ما هو مخطوط ومنها ما نُقش على الأبنية والمرافق في مدينة إسطنبول.

## حياته ومهنته
وُلد في ناحية «خاصكي» من مدينة إسلامبول عاصمة الدولة العُثمانيَّة، يوم 21 شعبان 1315هـ المُوافق فيه 14 كانون الثاني (يناير) 1898م، واسمه الأصلي مُصطفى عبد الحليم بن جمال النعلنجي. والده هو الحاج جمال أفندي النعلنجي (بالتركية: Nalıncı Hacı Cemâl Efendi)‏، ذي الأصل التتري القرمي، ووالدته سودانية. أمَّا لقب العائلة، «النعلنجي»، فيُشير إلى مهنة أفرادها قديماً، وهي صناعة نعال الخُيُول، أي الحدوات.
تلقَّى تعليمه التمهيدي في مدرسة «گُلسن» حيثُ تلقَّى دُرُوسًا في التخطيط على يد المُعلِّم والخطَّاط الشهير حامد الآمدي، الذي لاحظ موهبته مُبكراً، وشجَّعه على التخصُّص في هذا الفن. فيما بعد، تلقَّى حليم دروساً في الرسم والنحت في كُليَّة الفُنُون الجميلة بِإسلامبول (جامعة معمار سنان حاليًّا)، وتعمَّق في دراسة التخطيط على يد المُعلِّمين حسن رضا أفندي (1849-1920م) وكامل آقديق (1862-1941م)، فأصبح خبيرًا بِالرسم بِخُطُوط الثُلث والنسخ والرقعة.
سنة 1916م، وفي خضم الحرب العالمية الأولى، جُنِّد حليم في الجيش العُثماني، وبعدما أمضى فترة التدريب الأساسي، عمل في كُلٍ من المطبعة العسكريَّة ومطبعة الأوقاف الإسلاميَّة. بعد تسريحه من الخدمة سنة 1924م، افتتح مكتباً لِلطباعة في شارع الباب العالي حيثُ عمل في تخطيط وطباعة بطاقات العمل والأختام وأغلفة الكُتُب. كما عمل مُدرِّساً في عدَّة مدارس تقع في ناحة «جيكالة أوغلي» (بالتركية: Cağaloğlu)‏ بإسطنبول. وفي سنة 1927م، عمل في مكتب المحفوظات السُلطانيَّة.
عندما استُبدلت أحرف الكتابة التُركيَّة العربيَّة بالأحرف اللاتينيَّة، سنة 1928م، سعى حليم لِلهجرة إلى مصر كي يتمكَّن من مُتابعة عمله فيها، لكنَّ السُلطات المصريَّة ردَّت طلبه، فما كان منه إلَّا أن استغنى عن مهنة التخطيط. وبقي حليم بعيدًا عن مُزاولة مهنته هذه حتَّى عقد الأربعينيَّات من القرن العشرين، عندما استعانت الحُكُومة التُركيَّة بِخبرته لِترميم الكثير من المخطوطات القديمة بِالإضافة إلى النُقُوش الظاهرة على جُدران المساجد والأبنية الحُكُوميَّة وذات العمارة التُراثيَّة العائدة إلى العصر العُثماني. وفي سنة 1948م، عُيِّن حليم أُستاذًا لِتعليم أُصُول التخطيط العربي في كُليَّة الفُنُون الجميلة، فظلَّ في هذا المنصب حتَّى تقاعده سنة 1963م.

## عمله

نموذج من خط مصطفى حليم أوزيازجي

رُغم تمكُّنه من مجموعةٍ من الخُطُوط العربيَّة، إلَّا أنَّ المشهور عن حليم أنَّهُ كان شديد البراعة بِخط الثُلث. وقد ألَّف مجموعة من كُتب التمرين لِلطُلَّاب كي يتدرَّبوا على التخطيط بالنسخ والثُلث والرقعة والديواني، بناءً على طلبٍ من الحُكُومة التُركيَّة بِهدف ترويج هذا الفن والحفاظ عليه، وما زالت هذه الكُتُب تُستخدم إلى اليوم مرجعًا لِطُلَّاب فن التخطيط في تُركيَّا وباقي العالم الإسلامي.

## ميراثه
وضع الطبيب والخطَّاط التُركي «أوغور درمان» (بالتركية: Uğur Derman)‏ كتابًا عن حياة مصطفى حليم أوزيازجي نُشر سنة 1964م، وعنوانه: «خطَّاط مُصطفى حليم أوزيازجي (1898-1964)» (بالتركية: Hattat Mustafa Halim Özyazıcı 1898-1964)‏.

## وفاته
تُوفي حليم يوم 24 جمادى الأولى 1384هـ المُوافق فيه 30 أيلول (سپتمبر) 1964م، بعد عشرة أيَّامٍ على تعرُّضه لِحادث سير، ودُفن في مقبرة كوزلي.

## طالع أيضًا
- ثقافة عثمانية
- خط عربي
- قائمة الخطاطين العثمانيين
- فن تركي